# Мышлячье
Мышлячье — деревня в Боровичском муниципальном районе Новгородской области, с 12 апреля 2010 года входит в Перёдское сельское поселение.
Деревня расположена на востоке района, на Валдайской возвышенности. Мышлячье находится в пяти километрах к северо-востоку от прежнего административного центра сельского поселения — деревни Починная Сопка.

## История
В Новгородской губернии деревня относилась к Засыпенской волости Боровичского уезда. Название деревни Мышлячье упоминается впервые в документах XVIII века, происходит вероятно от личного Мыслята.
По результатам муниципальной реформы деревня вошла в состав муниципального образования — Починно-Сопкинское сельское поселение Боровичского муниципального района (местное самоуправление), по административно-территориальному устройству была подчинена администрации Починно-Сопкинского сельского поселения Боровичского района. С 12 апреля 2010 года Починно-Сопкинское сельское поселение было упразднено, а деревня вошла в состав Перёдского сельского поселения.

## Транспорт
В деревню есть автодорога (2 км) от расположенной южнее Мышлячьего автотрассы Р8 (участок Боровичи — Пестово).